# Newsweek
Newsweek is een Amerikaans wekelijks nieuwstijdschrift gepubliceerd in de stad New York. De papieren versie van het tijdschrift wordt in heel de Verenigde Staten en Canada gedistribueerd. Het is het op een na grootste wekelijkse nieuwstijdschrift, na TIME Magazine, maar voor U.S. News & World Report. Van de drie grootste tijdschriften wordt Newsweek over het algemeen als liberaal beschouwd, terwijl U.S. News vaak als conservatief wordt gezien. Time circuleert in het midden van het spectrum.
Newsweek werd in 1933 door Thomas J.C. Martyn in New York opgericht. Het was van 1961 tot 2010 onderdeel van de Washington Post Company, die onder andere eigenaar is van een aantal mediagerelateerde bedrijven, zoals The Washington Post en het online tijdschrift Slate.
Tot eind 2012 werden er van de Amerikaanse editie wekelijks zo'n 4 miljoen exemplaren verkocht, waarvan 3,1 miljoen in Noord-Amerika. Speciale edities worden uitgebracht in andere talen dan Engels: Arabisch, Japans, Koreaans, Pools, Spaans en sinds november 2008 ook Turks. Ook is er een internationale editie in het Engels.

## Tijdelijk enkel online
Van begin 2013 tot en met februari 2014 werd geen gedrukte editie van Newsweek uitgebracht. In de plaats daarvan verscheen een digitale versie onder de naam Newsweek Global.

## Opnieuw in print
Na een overname door IBT Media werd op 7 maart 2014 de gedrukte versie voor het eerst weer uitgebracht. Dat deed Newsweek met een spectaculaire claim: het weekblad beweerde in dit nummer de myserieuze uitvinder van de bitcoin te hebben ontmaskerd.

## Newsweek België
Sinds 10 juli 2019 is er een Belgische editie (in het Nederlands) die verschijnt als website en als maandblad met vier specials per jaar.